# Val di San Vito
La Val di San Vito è una piccola valle dolomitica della provincia di Belluno, laterale destra della val d'Ansiei.
Permette di raggiungere il Bivacco Voltolina, il Bivacco Comici e il Bivacco Slataper. Si tratta in tutti casi di itinerari esposti e in parte attrezzati, adatti solo ad escursionisti esperti.